# Pico das Éguas

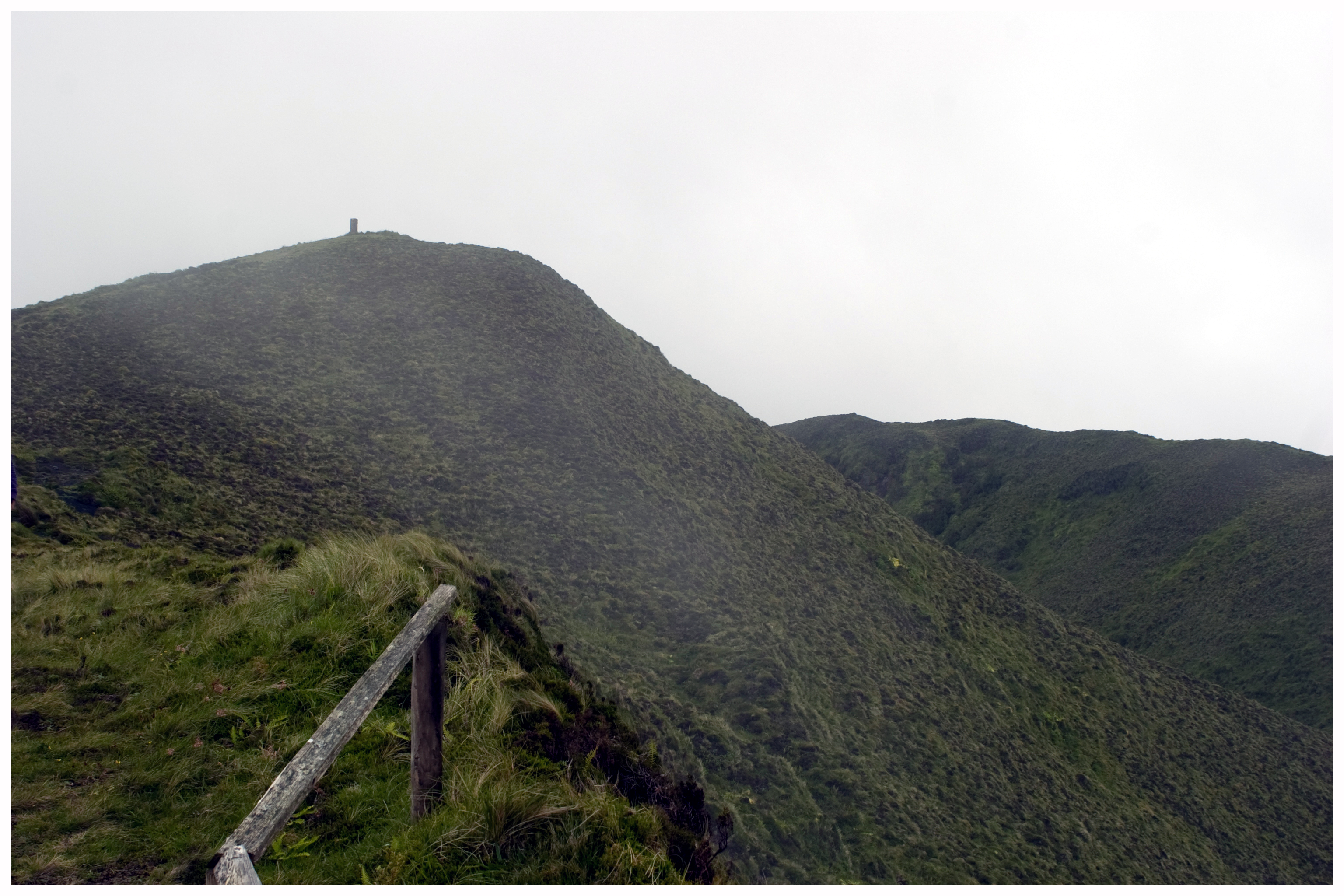
Serra da Devassa, Pico das Éguas.

O Pico das Éguas é uma elevação portuguesa de origem vulcânica localizada na freguesia das Sete Cidades, concelho de Ponta Delgada, ilha de São Miguel, arquipélago dos Açores.
Este acidente geológico tem o seu ponto mais elevado a 873 metros de altitude acima do nível do mar e ostenta uma exótica lagoa dentro da cratera do que resta do vulcão. Esta formação vulcânica apresenta como um cone estromboliano com fortes escoadas lávicas associadas.
A sua formação geológica encontra-se incerida no Maciço das Sete Cidades e tem as suas imediações povoadas por várias lagoas, como é o caso da Lagoa do Carvão, da Lagoa do Caldeirão Grande, da Lagoa do Peixe, da Lagoa das Achadas e da Lagoa das Éguas. Encontra-se ainda nas suas imediações o Pico do Boi e o Pico do Carvão.
Esta formação localiza-se numa área de grande povoamento florestal onde se observa uma variada, abundante e muito rica floresta dominada pela flora endémica típica da macaronésia. Nesta área podem ser observadas abundantes plantações de Criptomeria.
A associação entre esta flora cada vez mais rara, associada à paisagem envolvente onde se destaca a Lagoa das Sete Cidades, deu origem à criação da Zona de Paisagem Protegida das Sete Cidades.
Apresenta-se assim como uma importante zona de endemismos, destacando-se na flora o cedro-do-mato (Juniperus brevifolia), o Chaerophylium azoricum, a angélica (Angélica lignescens), o azevinho (Ilex perado ssp. azorica), a Tolpis azorica, o queiró (Daboecia azorica), a urze (Erica azorica), a Lysimachia azorica, a uva-da-serra (Vaccinium cylindraceum), o folhado (Viburnum tinus ssp. subcordatum), a Cardamine caldeirarum, as margaridas (Beilis azorica), assim como os musgos Breutelia azorica, Campylopus azoricus e Grimmia tricophylla ssp. azorica.